# Codal (armadura)

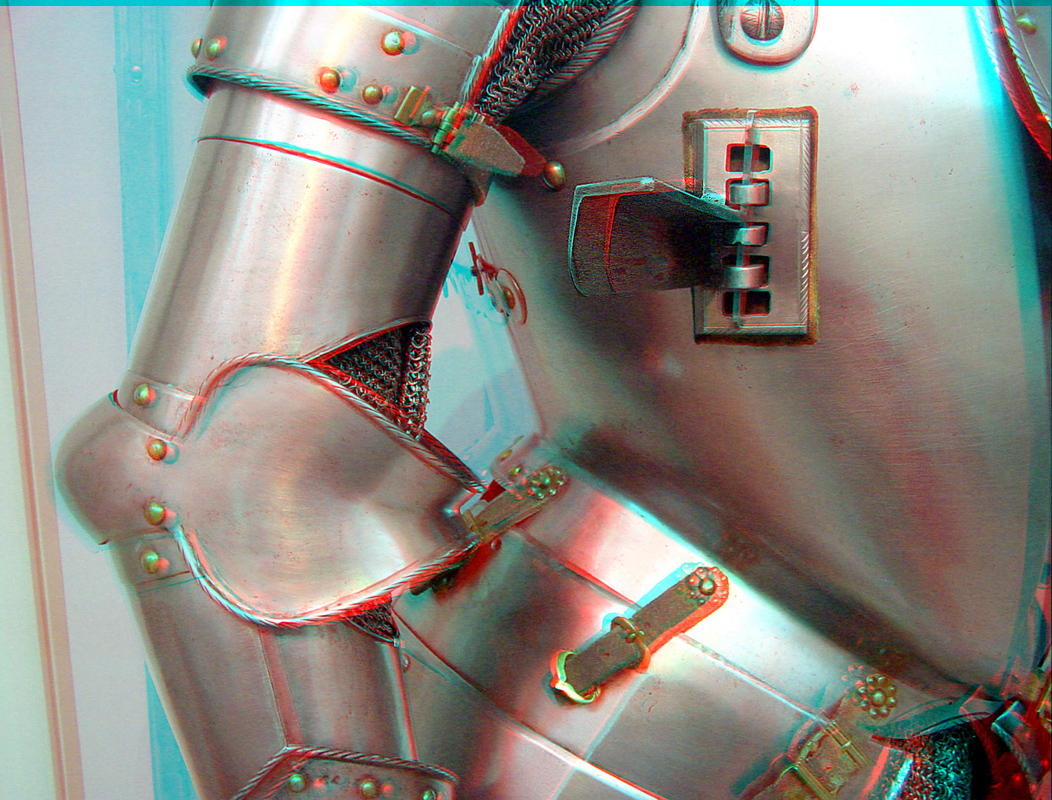
Imagen que muestra el avambrazo, que se articula con el guardabrazo mediante el codal.

Se llama codal a la guarda o navaja del brazal de la armadura, que defiende el codo. 
El codal empezó a usarse en el siglo XIII, siendo los primeros pequeños y añadiéndose, después, una arandela que se llamó guarda-codal. Al principio era una pieza cónica que se sujetaba a la sangría con una correa, por encima de la cota de malla, y sólo protegía el codo cuando estaba doblado. Para remediarlo se colocó sobre la sangría del brazo, en el lado exterior, una redondela de acero semejante a la que servía para resguardar la axila. Como la práctica hizo ver que esta podía desprenderse al recibir un golpe fuerte, se forjó más tarde junto con el codal, tomando el nombre de guardacodal. Pero aún resultaba indefenso el brazo por la sangría, y para evitarlo se añadieron ya en el siglo XIV, unas launas de acero, que resguardaban casi todo el espacio que dejaban libre los cañones protectores del brazo y antebrazo, cubriendo con mallas los huecos que aún quedaban entre estas piezas. Estos codales limitaban bastante el juego del antebrazo.
A principios del siglo XV, se usaron muy abiertos y más cómodos, pero tenían el inconveniente de que no proteger bastante: la punta de la espada o de la lanza podía deslizarse para herir entre el cañón del antebrazo y la guarda del codal. Por entonces fue muy común, llevar codales desiguales, siendo mayor el del brazo derecho, más expuesto a los ataques del adversario, que del izquierdo, protegido por el escudo. A mediados de siglo se hizo el codal compuesto de dos piezas: una puntiaguda para defender el codo y otra con guarda muy ancha para cubrir la sangría. En el codal izquierdo, a veces era más estrecha la parte que cubría la sangría a fin de que tuviese más libertad la articulación. 
A veces el codal no era una pieza separada sino que formaba parte del cañón que defendía el antebrazo aun cuando dificultaba mucho su movimiento. También se formaba el codal, con la prolongación de las piezas defensivas del brazo y del antebrazo, cubriendo el defecto que quedaba en la sangría por medio de una arandela. El codal del siglo XVI es el más completo, compuesto de una sola pieza que rodea todo el brazo, defendiendo a la vez el codo y la sangría, y formando un repliegue sobre esta última para facilitar el movimiento del brazo. Era más completo, además, porque presentaba en la parte exterior dos avances semicirculares que iban sobre los cañones del brazo y del antebrazo cubriendo el codo sin exageración. 
En las armaduras de torneo, eran diferentes los codales de cada brazo y mucho más grandes y recios los del lado derecho, y trabajados de manera que permitiesen doblar el brazo lo necesario para sostener y dirigir el pesado lanzón.